# Chrcynno
Chrcynno – dawniej Chrzcinno, wieś sołecka w Polsce położona w województwie mazowieckim, w powiecie nowodworskim, w gminie Nasielsk. około 45 km na północ od Warszawy.
| SIMC    | Nazwa   | Rodzaj    |
| ------- | ------- | --------- |
| 0119882 | Adamowo | część wsi |

W latach 1962–1973 wieś należała i była siedzibą władz gromady Chrcynno, wcześniej w gromadzie Krzyczki. W latach 1975–1998 wieś administracyjnie należała do województwa ciechanowskiego.
W Chrcynnie znajduje się odrestaurowany neogotycki pałac z 1845 roku. Była to wiejska rezydencja Jana Koźmińskiego, właściciela dóbr nasielskich. Jej projekt i budowę powierzono Henrykowi Marconiemu, legendarnemu miłośnikowi stylu neogotyckiego. W 1846 r. pałac nabył działacz gospodarczy i polityczny Aleksander Kurtz, gorliwy patriota, który na skutek udziału w powstaniu styczniowym  musiał wyemigrować z Królestwa Polskiego do Krakowa. Przed wyjazdem majątek przekazał żonie i synowi. Później przeszedł w posiadanie rodziny Rościszewskich. Podczas drugiej wojny światowej niemieccy żołnierze wykorzystali pałacyk jako biura, a przyległe tereny zamienili w lotnisko. Następnie obiekt przeszedł we władanie żołnierzy sowieckich, którzy opuszczając go w grudniu 1945 roku wysadzili pałacyk w powietrze pozostawiając jedynie ruiny.
W 1975 r. ruiny pałacu wykorzystano podczas kręcenia zdjęć do filmu „Beniamiszek” w reżyserii Włodzimierza Olszewskiego, z Boguszem Bilewskim, Januszem Gajosem i Maciejem Damięckim w rolach głównych.
W 1993 roku ruiny pałacyku wraz z resztą posiadłości nabył prywatny inwestor. W 1999 roku odkupił je następny, który wpierw zajął się rozwijaniem na tym terenie stadniny koni czystej krwi arabskiej. W końcu jednak podjął się odbudowy pałacu przywracając mu dawną świetność.
Dawne poniemieckie lotnisko należące od 2012 do Aeroklubu Warszawskiego, posiada dwie trawiaste drogi startowe (kierunki 10/28 oraz 15/33). Obecnie użytkowane jako lądowisko. Ponadto znajduje się tam wybudowany w czasie II wojny światowej betonowy pas startowy, który ze względu na stan techniczny nie jest używany. Pas ten został w znacznym stopniu zniszczony po zajęciu lotniska przez Rosjan. Obecnie z lądowiska realizowane są loty ze skoczkami spadochronowymi, a także loty motolotniowe, paralotniowej i sporadycznie również loty szybowcowe.
Poza pałacem i lotniskiem znajduje się tutaj także nieczynna stacja radiolokacyjna (obecnie pole paintballowe itp.).